# Card Security
Card Security ist eine nationale Präventionsinitiative in der Schweiz, die sich seit 2015 dem Schutz vor Betrug mit Debit- und Kreditkarten widmet. Die Initiative richtet sich sowohl an die breite Bevölkerung als auch an Fachpersonen seitens Polizei und Finanzinstitute. Ziel ist es, durch umfassende Aufklärung und mit gezielten Kampagnen die Sicherheit im Umgang mit Debit- und Kreditkarten zu erhöhen und die Zahl der Kartendelikte zu reduzieren.

## Hintergrund
Gemäss der Polizeilichen Kriminalstatistik 2024 hat sich die digitale Kriminalität seit 2020 mehr als verdoppelt. Das betrifft auch Debit- und Kreditkarten. Zwar sind Debit- und Kreditkarten sehr sichere Zahlungsmittel, dennoch nehmen Kartendelikte jährlich um 10 bis 20 Prozent zu, weil Betrüger den Kartenbesitzer Fallen stellen. Eine 2025 von gfs.bern im Auftrag von Card Security durchgeführte Studie zum Thema Phishing und Kartenbetrug zeigte auf, dass jede sechste befragte Person berichtete, bereits von Kartenbetrug betroffen zu sein. Die bekannteste Betrugsform ist Phishing. Die Initiative Card Security vereint das Know-how von Experten seitens Polizei, Finanzsektor und Kartenherausgebern, um Phishing und Kartenbetrug entgegenzuwirken.

### Aktivitäten und Angebote
Card Security informiert die Öffentlichkeit über aktuelle Betrugsmaschen wie Phishing und Social Engineering. Dazu gehören nationale Online- und Offline-Kampagnen, Veranstaltungen sowie die Bereitstellung von Informationsmaterialien. Ein zentrales Element der Arbeit von Card Security ist die Website www.card-security.ch, die in vier Sprachen verfügbar ist. Sie bietet Kartenbesitzenden wie auch Fachpersonen aktuelle Informationen, Verhaltensregeln und praxisnahe Tipps zum sicheren Umgang mit Debit- und Kreditkarten.

### Trägerschaft und Organisation
Träger von Card Security sind die Polizei sowie die Debit- und Kreditkartenanbieter, die zu diesem Zweck im März 2025 den Verein Card Security gegründet haben. Von 2015 bis 2021 war Card Security eine Initiative von Polizei und Debitkartenanbietern, zu der 2021 auch die Kreditkartenanbieter dazustiessen.
Vereinspräsident ist Stefan Giger (Head Products und Services, SIX). Weitere Mitglieder des Vorstands sind Adrian Kläy (Manager Scheme und Operational Compliance, Viseca Payment Services AG) und Pascal Simmen (Chef Prävention und Stv. Chef Kommunikation, Kantonspolizei Schwyz).

### Zielgruppen
Card Security richtet sich an:
- Die breite Bevölkerung, insbesondere an Inhaber von Debit- und Kreditkarten.
- Fachpersonen seitens Polizei, Banken und anderen Finanzinstituten, die durch gezielte Informationsangebote in ihrer Präventionsarbeit unterstützt werden.

### Bedeutung der Initiative
Card Security trägt wesentlich dazu bei, das Sicherheitsbewusstsein der Bevölkerung im Umgang mit Zahlungskarten zu fördern. Die enge Zusammenarbeit zwischen Polizei, Kartenherausgebern und Banken sowie die kontinuierliche Weiterentwicklung der Präventionsarbeit machen die Initiative zu einem wichtigen Pfeiler im Kampf gegen Kartenbetrug in der Schweiz.